# 周睿祖
周睿祖（?—?），姓姬，东周周平王的少子，周桓王的叔叔。《元和姓纂》一书所记载的：“周平王少子生而有文在手，曰武，遂以为氏。”女皇帝武则天自称周睿祖是她的40世祖，天授元年（690年）九月，武周建立，追封他为睿祖康皇帝，40世祖母姜氏为康惠皇后。郑樵、胡三省和张澍都认为“有文在手”的说法荒诞不经，这种姓氏的来源是武则天附会生造出来的。

## 陵墓
周睿祖的墓地为乔陵，在今河南省洛阳市。